# Ben-Gurions universitet i Negev

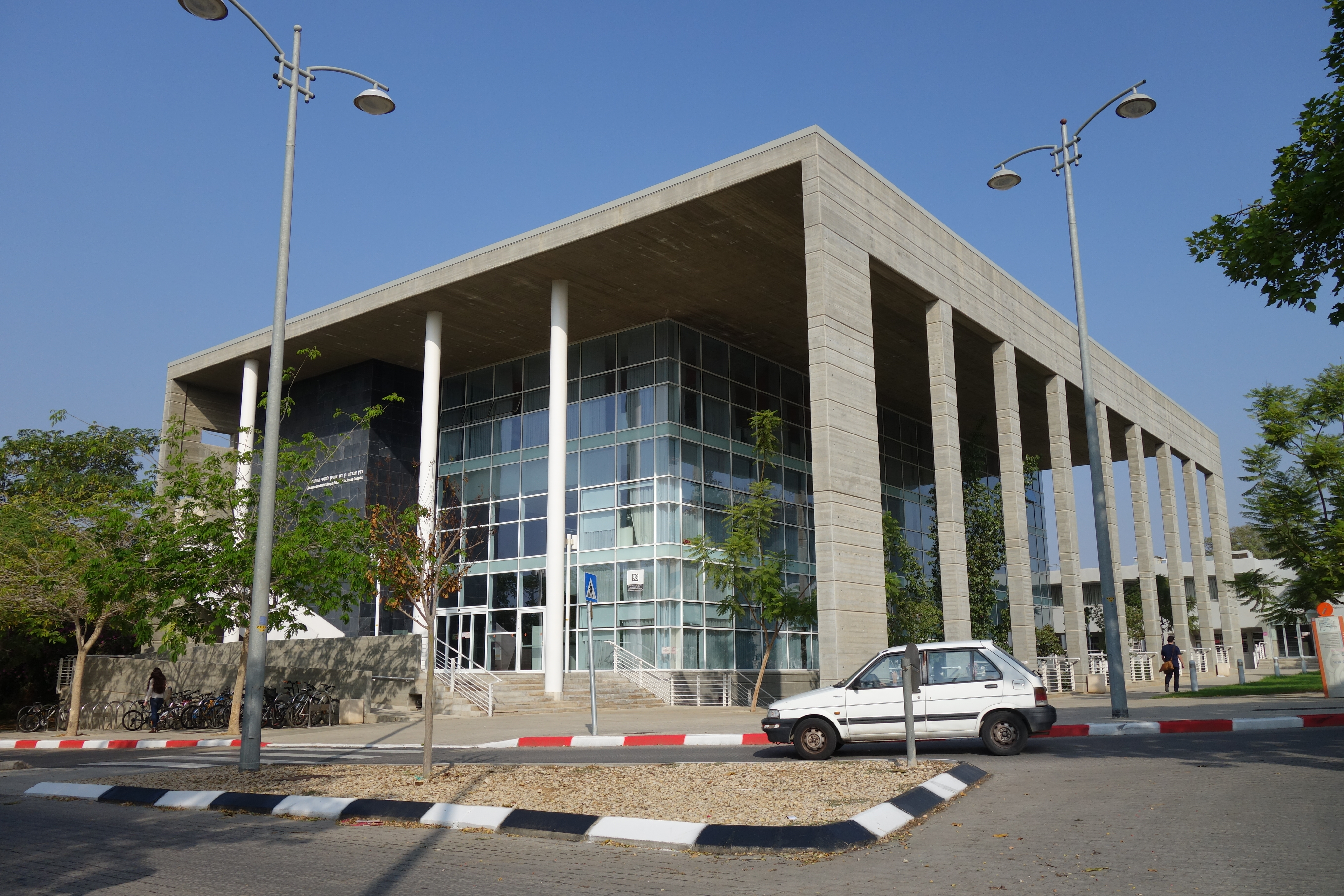
Byggnaden för beteendevetenskaper.

Ben-Gurions universitet i Negev (hebreiska: אוניברסיטת בן-גוריון בנגב, Universitat Ben-Guriyon baNegev) är ett israeliskt universitet  i Be'er Sheva i Negevöknen i Israel. Universitetet har campus på fem platser: Marcus Family Campus i Be'er Sheva, David Bergmann Campus i Be'er Sheva, David Tuviyahu Campus i Be'er Sheva, Sde Boqer Campus i Midreshet Ben-Gurion och Eilat Campus.
Universitetet har omkring 20 000 studenter. Bland forskningsinstitut finns National Institute for Biotechnology in the Negev, Ilse Katz Institute for Nanoscale Science and Technology samt Jacob Blaustein Institutes for Desert Research, varibland Albert Katz International School for Desert Studies och Ben-Gurion Research Institute for the Study of Israel and Zionism.
Ben-Gurions universitet i Negev grundades 1969 som Universitetet i Negev med syfte att främja utveckling i Negevöknen, vilken ytmässigt utgör mer än 60 procent av Israel. Det omdöptes senare, efter dennes död, efter Israels grundare och första premiärminister David Ben-Gurion, som ansåg att landets framtid låg i denna region.